# Bollstanäs SK
Bollstanäs SK är en sportklubb med säte i Upplands Väsby norr om Stockholm. Klubben bildades 1922 och är den största klubben i kommunen. Antalet medlemmar uppgår till cirka 2 000. Klubben är aktiv inom sporterna fotboll, basket och handboll.
Klubbens representationslag i herrfotboll spelar i Division 2, en serie som arrangeras av Svenska fotbollförbundet. BSK:s herrfotboll består i övrigt av ca 700 spelare från knatte (6 år) till junior. Herrfotbollens vision är att bli Norra Stor-Stockholms bästa plantskola för blivande herrfotbollsspelare. Herr- och Damfotbollen delar samma idrottsplats som hemmaarena, Bollstanäs IP.
Klubbens representationslag för damer spelar för närvarande i Elitettan.